# Smolice-Kolonia
Smolice-Kolonia – kolonia w Polsce, w województwie wielkopolskim, w powiecie krotoszyńskim, w gminie Kobylin.
Do 31 grudnia 2023 miejscowość była częścią wsi Smolice.